# Campionat del món de rem de 2006
El campionat del món de rem de 2006 va ser el campionat del món que es van celebrar entre el 20 i el 27 d'agost de 2006 al llac Dorney, a Eton (Regne Unit).

## Resultats

### Masculí
Categories no olímpiques
| Categoria | Or | Temps   | Plata | Temps   | Bronze | Temps   |
| --------- | --- | ------- | --- | ------- | --- | ------- |
| M1x       | New Zealand · Mahé Drysdale | 6:35.40 | Germany · Marcel Hacker | 6:35.49 | Czech Republic · Ondřej Synek | 6:37.51 |
| LM1x      | Great Britain · Zac Purchase | 6:47.82 | Spain · Juan Zunzunegui Guimerans | 6:50.14 | New Zealand · Duncan Grant | 6:52.73 |
| M2x       | France · Jean-Baptiste Macquet · Adrien Hardy | 6:07.60 | Slovenia · Luka Špik · Iztok Čop | 6:09.79 | Great Britain · Matthew Wells · Stephen Rowbotham | 6:10.95 |
| LM2x      | Denmark · Mads Rasmussen · Rasmus Quist Hansen | 6:11.42 | Italy · Marcello Miani · Elia Luini | 6:14.90 | France · Fabrice Moreau · Frédéric Dufour | 6:15.94 |
| M2-       | Australia · Drew Ginn · Duncan Free | 6:18.00 | New Zealand · Nathan Twaddle · George Bridgewater | 6:19.13 | Canada · Kevin Light · Malcolm Howard | 6:21.83 |
| LM2-      | Alemanya · Ole Rückbrodt · Felix Otto | 6:28.41 | Espanya · Juan Manuel Florido Pellón · Jesús González Álvarez | 6:30.17 | Itàlia · Andrea Caianiello · Salvatore Di Somma | 6:30.64 |
| M2+       | Serbia and Montenegro · Nikola Stojić · Jovan Popović · Ivan Ninković                                                                                              | 6:51.27 | Italy · Francesco Gabriele · Dario Cerasola · Andrea Riva | 6:54.39 | Canada · James Byrnes · Derek O'Farrell · Brian Price | 6:55.41 |
| M4x       | Poland · Konrad Wasielewski · Marek Kolbowicz · Michał Jeliński · Adam Korol                                                                                       | 5:38.99 | Ukraine · Volodymyr Pavlovskiy · Dmytro Prokopenko · Serhiy Biloushchenko · Sergiy Gryn                                                                                               | 5:40.47 | Estonia · Allar Raja · Igor Kuzmin · Tõnu Endrekson · Andrei Jämsä | 5:41.23 |
| LM4x      | Italy · Gardino Pellolio · Daniele Gilardoni · Luca Moncada · Daniele Danesin                                                                                      | 5:53.83 | Germany · Kai Anspach · Martin Rückbrodt · Knud Lange · Christoph Schregel | 5:55.87 | France · Bastien Tabourier · Quentin Colard · Maxime Goisset · Rémi Di Girolamo                                                                                               | 5:57.42 |
| M4-       | Great Britain · Steve Williams · Pete Reed · Alex Partridge · Andrew Triggs Hodge                                                                                  | 5:43.75 | Germany · Gregor Hauffe · Toni Seifert · Urs Käufer · Filip Adamski | 5:44.64 | Netherlands · Geert Cirkel · Jan-Willem Gabriëls · Matthijs Vellenga · Gijs Vermeulen                                                                                         | 5:45.54 |
| LM4-      | China · Huang Zhongming · Wu Chongkui · Lin Zhang · Tian Jun | 5:49.43 | France · Franck Solforosi · Jérémy Pouge · Jean-Christophe Bette · Fabien Tilliet | 5:51.26 | Ireland · Gearoid Towey · Eugene Coakley · Richard Archibald · Paul Griffin                                                                                                   | 5:51.35 |
| M4+       | Germany · Jan-Martin Bröer · Matthias Flach · Philipp Naruhn · Florian Eichner · Martin Sauer                                                                      | 6:05.77 | Canada · Max Lang · Chris Aylard · Robert Gibson · Will Crothers · Stephen Cheng | 6:06.47 | New Zealand · James Dallinger · Steven Cottle · Paul Gerritsen · Dane Boswell · Daniel Quigley (rower)                                                                        | 6:07.37 |
| M8+       | Germany · Jörg Dießner · Sebastian Schulte · Stephan Koltzk · Philipp Stüer · Jan Tebrügge · Ulf Siemes · Thorsten Engelmann · Bernd Heidicker · Peter Thiede      | 5:21.85 | Italy · Lorenzo Carboncini · Niccolò Mornati · Luca Agamennoni · Alessio Sartori · Mario Palmisano · Dario Dentale · Pierpaolo Frattini · Carlo Mornati · Gaetano Iannuzzi            | 5:23.29 | United States · Paul Daniels · Matt Deakin · Steven Coppola · Kenneth Jurkowski · Giuseppe Lanzone · Daniel Walsh · Beau Hoopman · Marcus McElhenney · Christopher Liwski     | 5:24.14 |
| LM8+      | Itàlia · Luigi Scala · Giorgio Tuccinardi · Livio La Padula · Franco Sancassani · Martino Goretti · Michele Savrie · Jiri Vlcek · Fabrizio Gabriele · Andrea Lenzi | 5:36.35 | Alemanya · Marc Rippel · Christian Scherhag · Björn Steinfurth · Alexander Bernhardt · Jost Schömann-Finck · Matthias Schömann-Finck · Lutz Ackermann · Matthias Veit · Felix Erdmann | 5:38.48 | Polònia · Tomasz Kowalik · Łukasz Siemion · Mariusz Stanczuk · Jaroslaw Bielaszewski · Szymon Wisniewski · Maciej Madej · Łukasz Pawłowski · Cezary Mrozowicz · Rafał Wozniak | 5:38.71 |

### Femení
Categories no olímpiques
| Categoria | Or | Temps   | Plata | Temps   | Bronze | Temps   |
| --------- | --- | ------- | --- | ------- | --- | ------- |
| W1x       | Belarus · Ekaterina Karsten-Khodotovitch | 7:11.02 | Czech Republic · Miroslava Knapková | 7:15.02 | Sweden · Frida Svensson | 7:18.35 |
| LW1x      | Netherlands · Marit van Eupen | 7:32.26 | Germany · Berit Carow | 7:33.61 | Spain · Teresa Mas de Xaxars | 7:34.98 |
| W2x       | Australia · Elizabeth Kell · Brooke Pratley | 6:47.67 | Germany · Britta Oppelt · Susanne Schmidt | 6:47.95 | New Zealand · Georgina Evers-Swindell · Caroline Evers-Swindell                                                                             | 6:48.82 |
| LW2x      | China · Xu Dongxiang · Yan Shimin | 6:55.12 | Australia · Marguerite Houston · Amber Halliday | 6:56.57 | Greece · Chrysi Biskitzi · Alexandra Tsiavou                                                                                                | 6:57.14 |
| W2-       | Canada · Darcy Marquardt · Jane Thornton | 6:54.68 | New Zealand · Juliette Haigh · Nicky Coles | 6:56.72 | Germany · Nicole Zimmerman · Elke Hipler | 6:57.11 |
| W4x       | Great Britain · Debbie Flood · Sarah Winckless · Frances Houghton · Katherine Grainger                                                                    | 6:12.50 | Australia · Catriona Sens · Sonia Mills · Dana Faletic · Sally Kehoe                                                                                            | 6:13.99 | Germany · Christiane Huth · Magdalena Schmude · Jeannine Hennicke · Stephanie Schiller                                                      | 6:14.67 |
| LW4x      | China · Yu Hua · Chen Haixia · Fan Xuefei · Liu Jing | 6:23.96 | Denmark · Kirsten Jepsen · Sine Christiansen · Katrin Olsen · Juliane Rasmussen                                                                                 | 6:28.16 | Great Britain · Laura Ralston · Lindsay Dick · Hester Goodsell · Sophie Hosking                                                             | 6:30.02 |
| W4-       | Australia · Robyn Selby Smith · Jo Lutz · Amber Bradley · Kate Hornsey                                                                                    | 6:25.35 | China · Fei Yu · Meng Li · Tong Li · Xiuhua Luo | 6:26.75 | United States · Portia Johnson · Erin Cafaro · Esther Lofgren · Rachel Jeffers                                                              | 6:28.66 |
| W8+       | United States · Brett Sickler · Megan Cooke · Anna Goodale · Lindsay Shoop · Anna Mickelson · Susan Francia · Caroline Lind · Caryn Davies · Mary Whipple | 5:55.50 | Germany · Nina Wengert · Johanna Rönfeldt · Christina Gerking · Nadine Schmultzer · Lenka Wech · Maren Derlien · Nicole Zimmerman · Elke Hipler · Annina Ruppel | 5:57.29 | Australia · Jo Lutz · Robyn Selby Smith · Amber Bradley · Kate Hornsey · Emily Martin · Sarah Cook · Kim Crow · Sarah Heard · Lizzy Patrick | 6:00.29 |

## Medaller
| Posició | País                  | Or | Plata | Bronze | Total |
| 1       | Alemanya              | 3  | 7     | 2      | 12    |
| 2       | Australia             | 3  | 2     | 1      | 6     |
| 3       | China                 | 3  | 1     | 0      | 4     |
| 4       | Great Britain         | 3  | 0     | 2      | 5     |
| 5       | Italy                 | 2  | 3     | 1      | 6     |
| 6       | New Zealand           | 1  | 2     | 3      | 6     |
| 7       | France                | 1  | 1     | 2      | 4     |
| 7       | Canada                | 1  | 1     | 2      | 4     |
| 9       | Denmark               | 1  | 1     | 0      | 2     |
| 10      | United States         | 1  | 0     | 2      | 3     |
| 11      | Netherlands           | 1  | 0     | 1      | 2     |
| 12      | Belarus               | 1  | 0     | 0      | 1     |
| 12      | Poland                | 1  | 0     | 1      | 2     |
| 12      | Serbia and Montenegro | 1  | 0     | 0      | 1     |
| 15      | Spain                 | 0  | 2     | 1      | 3     |
| 16      | Czech Republic        | 0  | 1     | 1      | 2     |
| 17      | Ukraine               | 0  | 1     | 0      | 1     |
| 17      | Slovenia              | 0  | 1     | 0      | 1     |
| 19      | Estonia               | 0  | 0     | 1      | 1     |
| 19      | Greece                | 0  | 0     | 1      | 1     |
| 19      | Ireland               | 0  | 0     | 1      | 1     |
| 19      | Sweden                | 0  | 0     | 1      | 1     |
|         | Total                 | 23 | 23    | 23     | 69    |